# Sarsa
Sarsa, właśc. Marta Markiewicz, a także SarsaParilla (ur. 13 czerwca 1989 w Słupsku) – polska piosenkarka, autorka tekstów i kompozytorka. Z wykształcenia magister sztuki w zakresie sztuki muzycznej.
Wydała pięć solowych albumów studyjnych: Zapomnij mi (2015), Pióropusze (2017), Zakryj (2019), Runostany (2022) i *jestem marta (2023). Pierwszy z nich promowała m.in. singlem „Naucz mnie”, który uplasował się na 1. miejscu na polskiej liście airplay, zdobył tytuł Cyfrowej Piosenki Roku 2015 oraz był pierwszym polskim singlem certyfikowanym diamentem.
Oprócz działalności solowej, od 2018 roku jako Sarsa Music, prowadzi działalność produkcyjno-kompozytorską. Tworzyła i produkowała muzykę ilustracyjną do filmów („PM2.5”. „Jak zostać gwiazdą”, Good job”) oraz dla innych artystów, w tym m.in. dla rapera Kękę (,,Brzmienie”), Ewy Farnej (,,Na ostrzu”, „Tu”), Damiana Ukeje („Od połowy”).

## Życiorys

### Wykształcenie
Uczęszczała do II LO im. Adama Mickiewicza w Słupsku. Ukończyła studia w Akademii Pomorskiej w Słupsku na kierunku edukacja artystyczna, uzyskując tytuł magistra sztuki. Specjalizuje się w terapii muzycznej. Jest certyfikowaną terapeutą kamertonową.

### Kariera muzyczna
Działalność muzyczną zaczynała w zespołach Fluktua oraz Sarsa Parilla. Została laureatką wielu konkursów muzycznych, w tym dwukrotnie ŠKODA Auto Muzyka, Bałtyk Festiwal czy Niemen Non Stop. Przed rozpoczęciem ogólnopolskiej kariery, brała udział w telewizyjnych konkursach talentów: Must Be the Music. Tylko muzyka (2011), X Factor (2013) i The Voice of Poland (2014), w którym zakwalifikowała się do półfinału, lecz z powodów zdrowotnych zrezygnowała z dalszego udziału w programie.

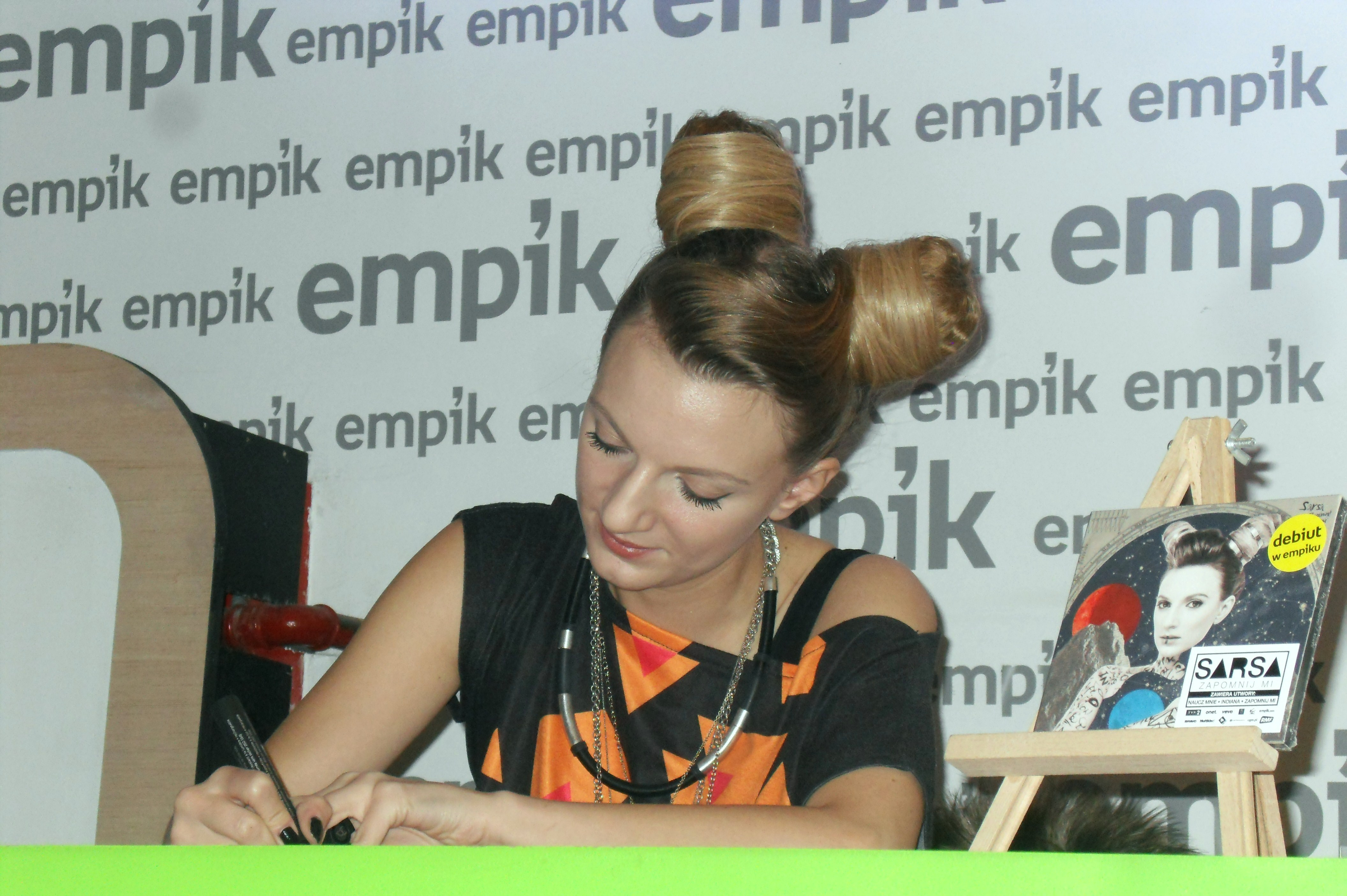
Sarsa podczas spotkania w gdańskim salonie Empik, 2015

Pod koniec 2014 pojawiła się gościnnie w utworze „W serca bicie” zespołu The Ostprausters oraz w kompozycji „Ktoś między nami” Krzysztofa Kiljańskiego. W międzyczasie, wraz z innymi artystami uczestniczyła w nagraniu charytatywnej płyty pt. Siemacha po kolędzie z kolędami i piosenkami świątecznymi; na album nagrała kolędy „Anioł pasterzom mówił” z Pauliną Kaczor i Gabrysią Marat oraz „Pójdźmy wszyscy do stajenki” wraz z wszystkimi wykonawcami biorącymi udział w projekcie. Razem z podopiecznymi tej fundacji wykonała swoją wersję utworu „Last Christmas” grupy Wham!. Wydawnictwo miało premierę 9 grudnia, a dochód z jego sprzedaży został przeznaczony na budowę domu dziecka w Odporyszowie.
30 kwietnia 2015 wydała swój debiutancki singel „Naucz mnie”, który napisała i skomponowała we współpracy z Tomaszem Konfederakiem (muzyka). Piosenka stała się przebojem i była notowana na szczytach wielu radiowych list przebojów. Kompozycja przez sześć tygodni z rzędu zajmowała 1. miejsce na liście AirPlay, najczęściej odtwarzanych utworów w polskich rozgłośniach radiowych. 15 grudnia singel został certyfikowany diamentem za sprzedaż w ponad 100 tysiącach kopii. Do końca 2015 teledysk do „Naucz mnie” zanotował w serwisie Vevo ponad 35 milionów wyświetleń i był drugim najpopularniejszym teledyskiem w Polsce oraz najpopularniejszym polskim teledyskiem 2015. 28 czerwca 2015 wystąpiła w Kołobrzegu podczas koncertu w ramach Lato Zet i Dwójki, gdzie utwór „Naucz mnie” zwyciężył w głosowaniu widzów na „przebój koncertu”. 17 i 18 lipca z piosenkami „Let It Go” (anglojęzyczną wersją „Naucz mnie”) i „Indiana” reprezentowała Polskę na Bałtyckim Festiwalu Piosenki w Karlshamn, gdzie otrzymała nagrodę publiczności. 26 lipca w Łodzi utwór „Naucz mnie” po raz drugi w trakcie trasy koncertowej Lato Zet i Dwójki został wybrany przez widzów „przebojem koncertu”. 14 sierpnia wydała singel „Indiana”, który współtworzyła wraz z Tomaszem Konfederakiem. Utwór uplasował się na 12. pozycji w zestawieniu AirPlay i został certyfikowany złotem za sprzedaż w ponad 10 tys. sztuk, a 28 sierpnia ukazał się jej debiutancki album studyjny pt. Zapomnij mi, który znalazł się na 2. miejscu na liście OLiS, najlepiej sprzedających się płyt w Polsce i uzyskał status platynowej płyty, sprzedając się w nakładzie przekraczającym 30 tys. egzemplarzy. 29 sierpnia wystąpiła na gali Eska Music Awards 2015, gdzie została nagrodzona statuetką w kategorii Najlepszy hit (za „Naucz mnie”). Ponadto była nominowana w kategoriach: Najlepsza artystka i Najlepszy radiowy debiut. We wrześniu Sarsa otrzymała nominację do nagrody MTV Europe Music Awards 2015 w kategorii Najlepszy polski wykonawca. Pod koniec listopada wydała trzeci singiel, „Zapomnij mi”, który współtworzyła z Tomaszem Konfederakiem i z którym dotarła do 6. miejsca na liście AirPlay. Singel sprzedał się w ponad 20-tys. nakładzie i został certyfikowany platyną.

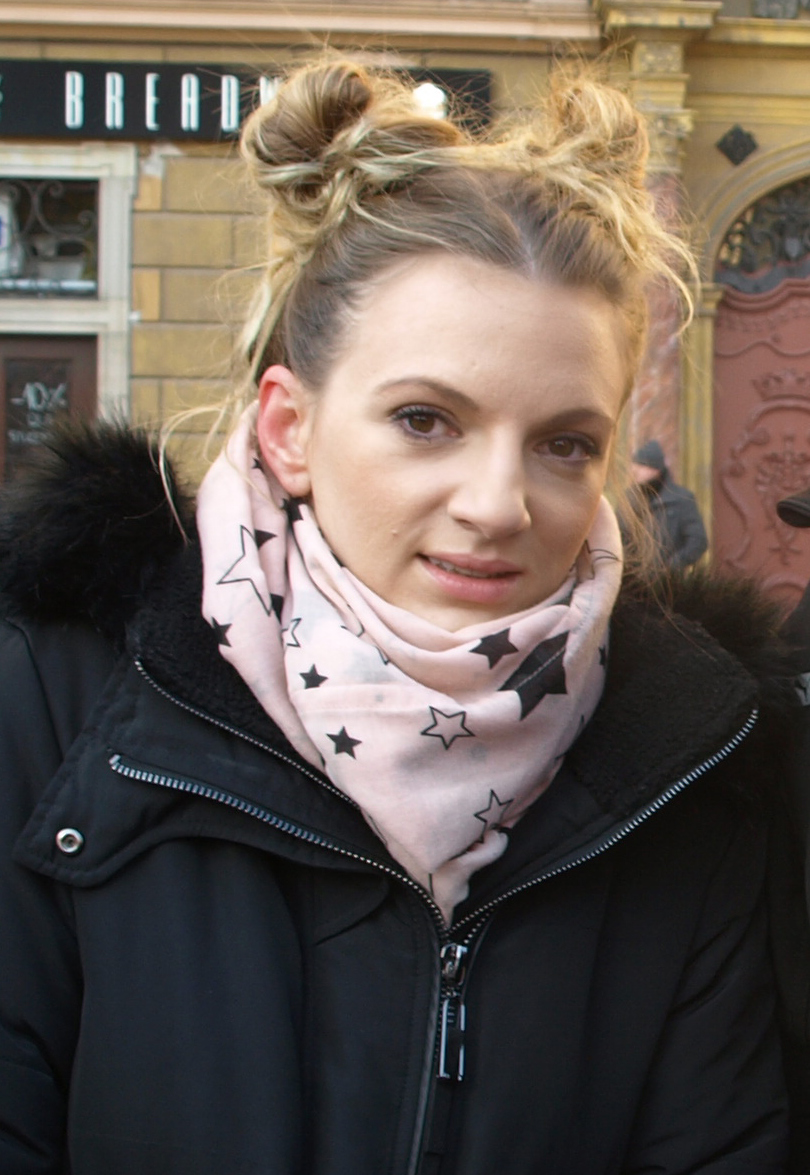
Sarsa podczas prób do sylwestrowego koncertu TVP2 we Wrocławiu, 2015

W kwietniu 2016 wydała singel „Feel No Fear”, do którego zrealizowała koncertowy teledysk. 28 maja wykonała „Naucz mnie” w koncercie Radiowy przebój roku podczas drugiego dnia festiwalu Polsat SuperHit Festiwal. Po występie piosenkarka została nagrodzona statuetką za zajęcie, z singlem „Naucz mnie”, 1. miejsca w rankingu najczęściej odtwarzanych utworów w polskich rozgłośniach radiowych w 2015, który na potrzeby festiwalu został przygotowany przez ZPAV. Podczas koncertu odebrała także wyróżnienie Cyfrowej Piosenki Roku, przyznanej przez ZPAV utworowi „Naucz mnie”, będącemu najlepiej sprzedającym się singlem w postaci cyfrowej w Polsce w 2015. 4 czerwca piosenkarka wystąpiła w koncercie SuperJedynki podczas 53. KFPP w Opolu, gdzie wykonała „Zapomnij mi” i „Naucz mnie”, a także otrzymała SuperJedynkę w kategorii SuperArtysta w sieci. Była również jednym z gości muzycznych koncertu SuperPremiery, podczas którego wraz z grającym na fortepianie Włodkiem Pawlikiem zaprezentowała utwór „Długość dźwięku samotności” z repertuaru Myslovitz.

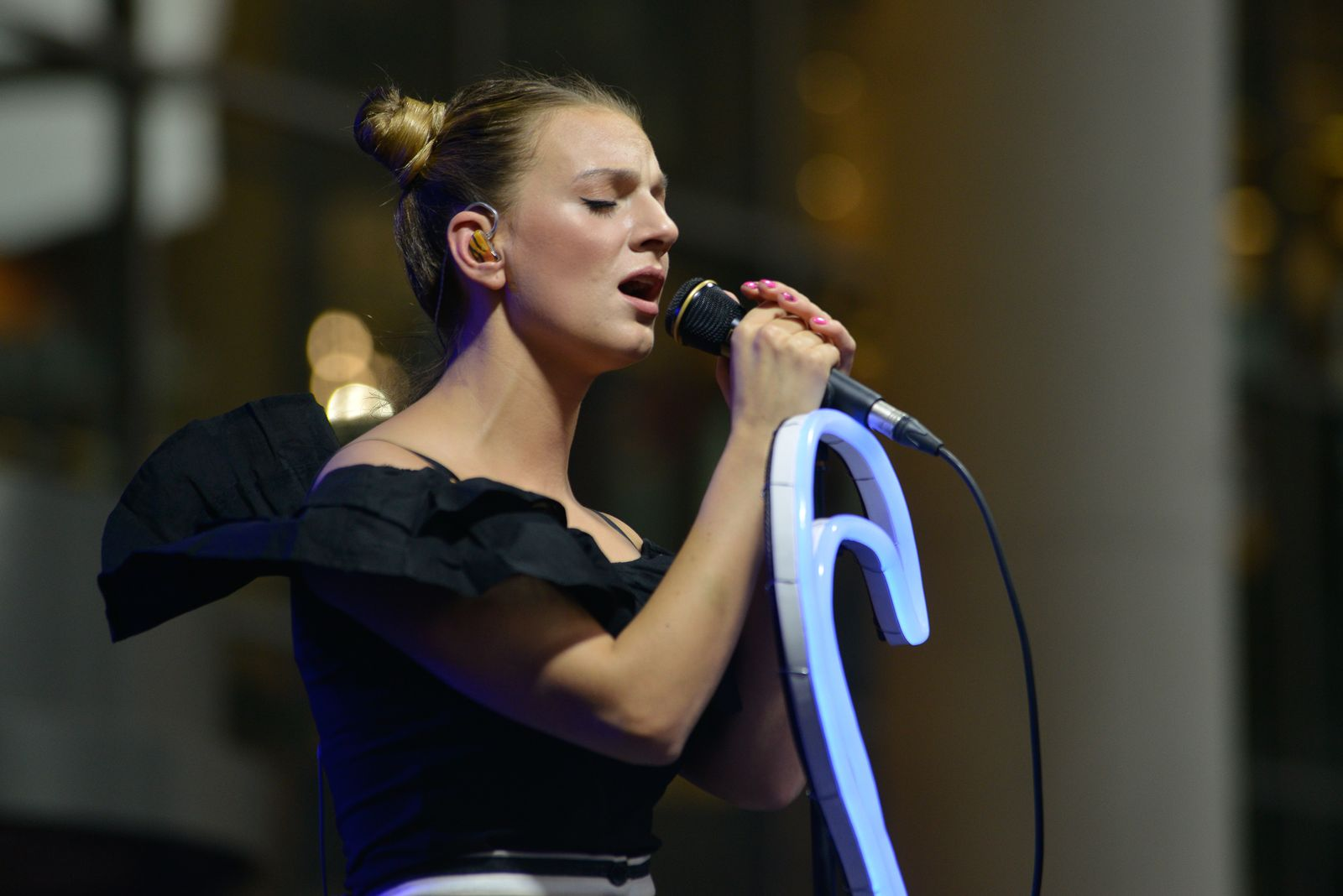
Sarsa podczas koncertu w Bielsku-Białej, 7 lipca 2017

W 2017 utwory z jej repertuaru posłużyły za ścieżkę dźwiękową do trzeciego sezonu serialu Druga szansa. 10 marca wydała singel „Bronię się”. Nagranie uplasowało się na 26. pozycji na liście najczęściej odtwarzanych piosenek w polskich radiostacjach i zostało certyfikowane platyną. 26 maja ukazał się drugi album studyjny artystki, zatytułowany Pióropusze. Album zajął 19. miejsce na polskiej liście sprzedaży płyt – OLiS. 14 czerwca zaprezenowała singel „Volta”, promujący nowy film Juliusza Machulskiego o tym samym tytule oraz jej kolejny album. Piosenka zajęła 17. miejsce na liście AirPlay – Top i pokryła się złotem. 18 października wydała singel „Motyle i ćmy”, który został certyfikowany platyną. W maju 2018 wydała czwarty singel z albumu, którym został tytułowy utwór. W czerwcu wystąpiła podczas koncertu Od Opola do Opola podczas 55. KFPP w Opolu, w trakcie którego wykonała piosenki „Volta” i „Motyle i ćmy”. W sierpniu wystąpiła w koncercie #iLove, #iDance oraz jako gość podczas jubileuszu zespołu Blue Café w ramach Top Of The Top Sopot Festival.
30 sierpnia 2018 wydała pierwszy singel z następnej płyty, „Zakryj”. Utwór zajął 1 miejsce na liście AirPlay Top oraz uzyskał status potrójnej platynowej płyty. W serwisie YouTube piosenkę odtworzono ponad 40 milionów razy i jest to drugi wynik jeśli chodzi o teledyski piosenkarki. W styczniu 2019 pojawił się kolejny singiel – „Carmen”. Trzecim utworem promującym wydawnictwo zostało „Tęskno mi”.
Premiera albumu Zakryj miała miejsce 24 maja. Album zebrał wiele przychylnych recenzji krytyków muzycznych i zajął 4 miejsce na polskiej liście sprzedaży płyt – OLiS. Pod koniec maja z piosenką „Zakryj” wystąpiła na koncercie Polsat SuperHit Festiwal 2019 – Radiowy Hit Roku. Na scenie obok Sarsy pojawiła się grupa osób głuchoniemych, która pod wodzą Iwony Cichosz tłumaczyła słowa piosenki na język migowy. Po występie wokalistka odebrała wyróżnienie za sprzedaż singla. W lipcu utwór „Tęskno Mi” otrzymał nominację do przeboju lata podczas festiwalu „Magiczne Zakończenie Wakacji 2019 w Kielcach” organizowanego przez RMF FM i Polsat, gdzie ostatecznie znalazł się w trójce najlepszych przebojów. W listopadzie do sieci trafił utwór „Zachód”, wykonywany wspólnie przez Sarsę oraz Mikołaja Kubickiego, znanego szerzej jako Meek, Oh Why? Piosenka znalazła się na nowym albumie artysty. Pod koniec listopada pojawiła się w półfinałowym odcinku, jubileuszowej 10 edycji The Voice of Poland, w którym jako gość specjalny wykonała utwór „Nienaiwne”.
4 czerwca 2021 roku opublikowany został singiel „Pod śniegiem”, który promował album Pawbeatsa Nocna. Sarsa prócz zaśpiewania piosenki, była również odpowiedzialna za współtworzenie muzyki do utworu.

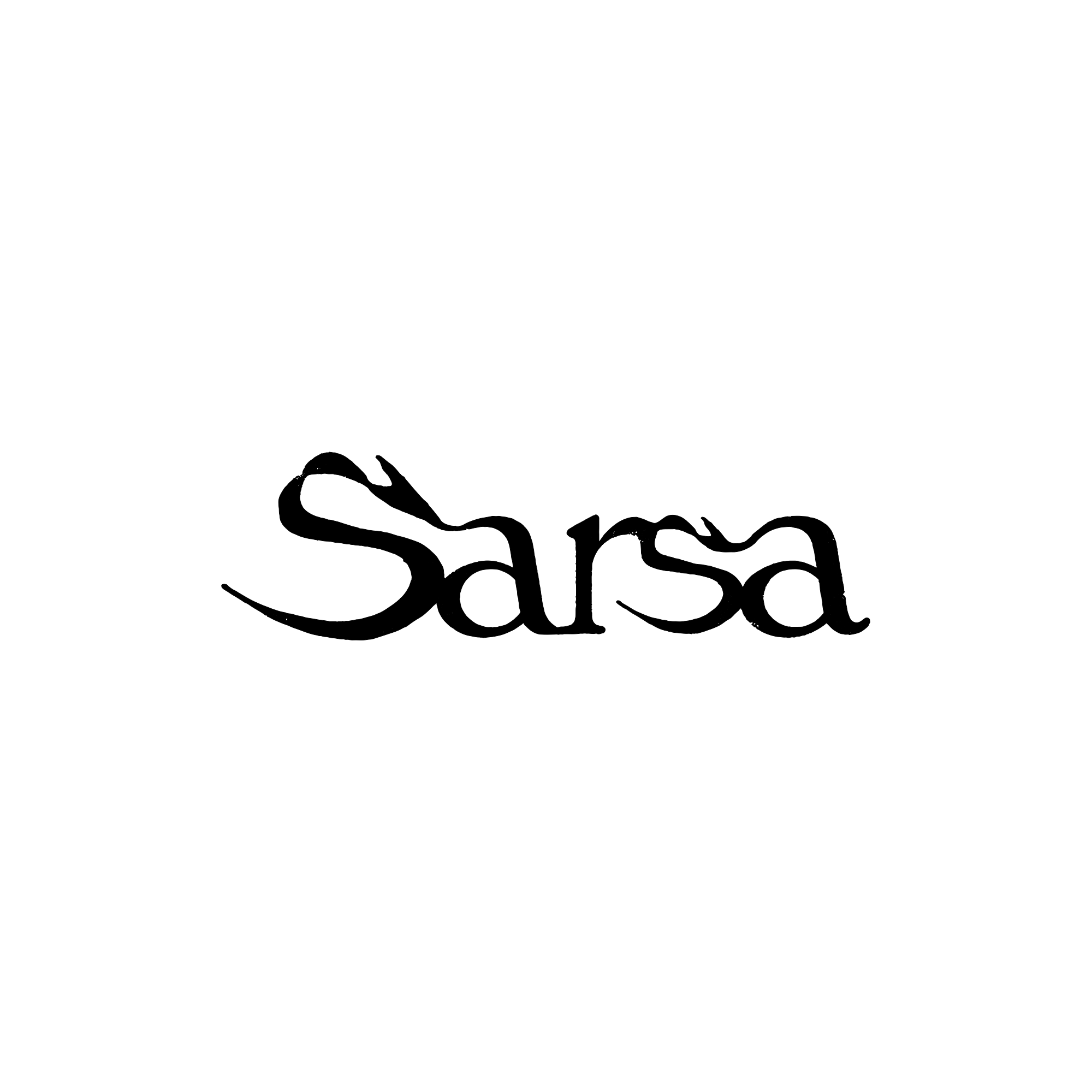
Logotyp Sarsy

20 września 2021 na swoim profilu na Facebooku udostępniła fragment potwierdzający pracę nad nowym albumem Runostany. Zapowiedziana została również premiera nowego singla, wydanie utworu „Przyspieszam” zaplanowane zostało na 23 września. Dodatkowo Sarsa zdradziła, że nad albumem współpracowała z Marcinem Borsem i Pawłem Smakulskim, z którymi pracowała w czasie pandemii. Same utwory na albumie miały być nagrywane w domowym studio w Gdyni, a ich wstępne wersje na dyktafon podczas spacerów w trójmiejskich lasach. Piosenkarka zwróciła również uwagę na problem nadmiernej wycinki runa leśnego w Polsce. 23 września 2021 roku wytwórnia Kayax poinformowała o tym, że piosenkarka związała się z nowym managmentem, powiązanym właśnie z wytwórnią Kayax. Nad muzyką do utworu wokalistka współpracowała z Pawłem Smakulskim, z kolei tekst napisała w całości sama. Ponadto w całości zainicjowała również pomysł do stworzonego teledysku.
21 października 2021 opublikowany został drugi utwór promujący album Runostany, zatytułowany „Ze mną tańcz”. Jeszcze tego samego dnia wydawnictwo Kayax poinformowało, że Sarsa jest pierwszą piosenkarką, która wykorzystała w swoim teledysku do wyżej wspomnianego utworu technikę XR Ten Clip. Nad muzyką do utworu wokalistka współpracowała z Pawłem Smakulskim, z kolei nad tekstem z Jackiem Szymkiewiczem. Nowe wydawnictwo Sarsa promuje symbolem szyszki z okiem nawiązującym do symboliki „szyszynki”. Trzecim singlem został utwór „La la las”. W grudniu artystka ogłosiła 5 koncertów, które wiosną 2022 roku odbędą się w ramach trasy promującej nowy album. 9 kwietnia wystąpiła w Dzień dobry TVN z singlem „Kochanie”. 
Na początku października 2023 wydała piąty album studyjny pt. *jestem marta, płytę promowała singlami „Balet”, „Ciasto”, „Księżyc”, „Zuch dziewczyna” i „JPRDL” nagrany z Piotrem Roguckim.

### Pozostałe przedsięwzięcia
W lipcu 2017, 2019 i 2021 roku wzięła udział w kampanii reklamowej sieci komórkowej Play.

### Życie prywatne
21 stycznia 2021 urodziła swoje pierwsze dziecko – syna Leonarda, którego ojcem jest muzyk Paweł Smakulski. Mieszka w Gdyni. Choruje na otosklerozę.

### Wizerunek
23 września 2021 roku Sarsa udzieliła wywiadu dla Onet.pl przeprowadzonego przez Bartosza Sądera, w którym opowiedziała między innymi, że albumem Runostany artystka chciała wyjść ze swojej strefy komfortu. Potwierdziła również, że lasy i cała natura będą i są bardzo ważną częścią tego albumu, co będzie można zauważyć chociażby na logo i sesji zdjęciowej. Widać to również podczas aktywnej promocji albumu na profilu artystki na Facebooku, gdzie zauważa problem nadmiernej wycinki lasów w Polsce i na świecie. Wypowiedziała się również w kwestiach światopoglądowych, artystka otwarcie przyznała, że wsparła Strajk Kobiet, jak i również że solidaryzuje się ze wszystkimi ludźmi szukającymi wolności. Wspiera również Paradę Równości. Natomiast jak sama przyznała, nie chciałaby nikomu narzucać politycznych poglądów. Oznajmiła, że wierzy w miłość, a także w to, że każdy może się ze sobą porozumieć, jeżeli tylko da sobie szansę na uczciwy dialog z drugim człowiekiem. Jak sama przyznała, wciąż pracuje nad swoim pracoholizmem i próbuje utrzymać harmonię między pracą a odpoczynkiem.
Piosenkarka opowiedziała również, że utwór Ze mną tańcz opowiada o braku przypadków w naszych życiach, gdyż według transcendencji, przypadki nie istnieją, a wszystko co się nam przytrafia, człowiek sam sobie zaplanował. Jednocześnie każda chwila dzieje się tu i teraz, dlatego trzeba pamiętać, że momenty, dobre i złe, są ulotne i wszystko przeminie, dlatego warto się bawić i cieszyć z każdego dnia.

## Dyskografia
- Zapomnij mi (2015)
- Pióropusze (2017)
- Zakryj (2019)
- Runostany (2022)
- *jestem marta (2023)

## Trasy koncertowe
- 2015-2016: Zapomnij mi Tour[71]
- 2017–2018: Pióropusze Tour
- 2018-2019: Zakryj Tour
- 2022: Runostany Tour

## Nagrody i nominacje
| Rok  | Konkurs                              | Kategoria                                  | Rezultat   |
| ---- | ------------------------------------ | ------------------------------------------ | ---------- |
| 2020 | American Tracks Music Awards         | Best Original Song – PM 2.5                | Wygrana    |
| 2020 | European Cinematography Awards       | Best Singer/Voice – PM 2.5                 | Wygrana    |
| 2020 | Gold Movie Awards 2020               | Best sound – PM 2.5                        | Nominacja  |
| 2020 | Barcelona Planet Film Festival       | Best Soundtrack – PM 2.5                   | Wygrana    |
| 2015 | Lato Zet i Dwójki 2015 (Kołobrzeg)   | Przebój koncertu („Naucz mnie”)            | Wygrana    |
| 2015 | Bałtycki Festiwal Piosenki           | Rywalizacja o Grand Prix festiwalu         | Nominacja  |
| 2015 | Bałtycki Festiwal Piosenki           | Nagroda publiczności                       | Wygrana    |
| 2015 | Lato Zet i Dwójki 2015 (Łódź)        | Przebój koncertu („Naucz mnie”)            | Wygrana    |
| 2015 | Eska Music Awards 2015               | Najlepszy hit („Naucz mnie”)               | Wygrana    |
| 2015 | Eska Music Awards 2015               | Najlepsza artystka                         | Nominacja  |
| 2015 | Eska Music Awards 2015               | Najlepszy radiowy debiut                   | Nominacja  |
| 2015 | MTV Europe Music Awards 2015         | Najlepszy polski wykonawca                 | Nominacja  |
| 2015 | Róże Gali 2015                       | Online                                     | Nominacja  |
| 2015 | The Year in Vevo 2015                | Polak potrafi („Naucz mnie”)               | Nominacja  |
| 2015 | Famka 2015                           | Wokalistka roku                            | Wygrana    |
| 2015 | Qulturalny plebiscyt 2015 – muzyka   | Utwór roku („Naucz mnie”)                  | Nominacja  |
| 2015 | Najlepsi 2015 – Plebiscyt Onet.pl    | Najlepszy artysta – Polska                 | 8. miejsce |
| 2015 | Najlepsi 2015 – Plebiscyt Onet.pl    | Najlepsza piosenka – Polska („Naucz mnie”) | 5. miejsce |
| 2016 | Grube Ryby 2016                      | Przebojowy głos                            | Nominacja  |
| 2016 | Nickelodeon Kids’ Choice Awards 2016 | Ulubiona polska gwiazda                    | Nominacja  |
| 2016 | Polsat SuperHit Festiwal 2016        | Radiowy przebój roku („Naucz mnie”)        | Wygrana    |
| 2016 | Polsat SuperHit Festiwal 2016        | Cyfrowa Piosenka Roku („Naucz mnie”)       | Wygrana    |
| 2016 | SuperJedynki                         | SuperArtysta w sieci                       | Wygrana    |
| 2017 | Eska Music Awards 2017               | Najlepsza artystka                         | Nominacja  |
| 2018 | PL Music Video Awards                | Pop (teledysk do „Motyle i ćmy”)           | Nominacja  |